# Pratt & Whitney PW2000

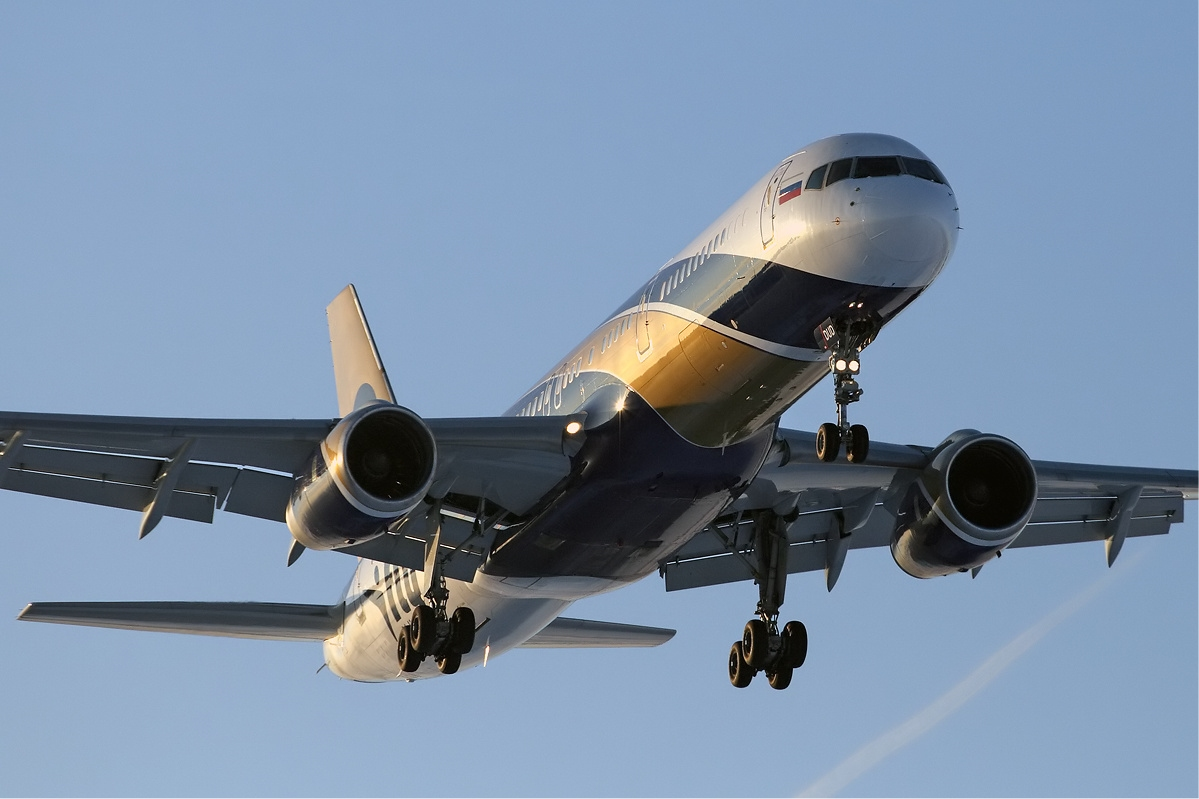
Motor PW2000 da Pratt & Whitney em um B757

O Pratt & Whitney PW2000 é uma série de motores aeronáuticos do tipo turbofan high-bypass com um empuxo variando entre 37,000 e 43,000 lbf (165 a 190 kN). Projetado e construído pela Pratt & Whitney, foram desenhados para o Boeing 757. Estes disputavam com o Rolls-Royce RB211 para ser o grupo moto-propulsor do 757.

## Design e Desenvolvimento
Um turbofan com fluxo de ar axial, combustão tipo anular, high by-pass, e controlado pelo sistema FADEC; a série PW2000 continua a motorizar uma grande porção da frota da aviação civil e militar.
A primeira versão da série PW2000, o PW2037, foi utilizado no Boeing 757-200 e entrou em serviço com a Delta Air Lines sendo o primeiro cliente da aviação civil a utilizar o novo motor.
Um pioneiro da época, a Pratt & Whitney trouxe a série do PW2000 à era computadorizada, sendo o primeiro modelo da fabricante a utilizar o sistema FADEC (Full Authority Digital Engine Control) disponível para uso da aviação civil desde então. Operando com dois canais diferentes para controle e redundância, o novo sistema FADEC não somente fez com que ficasse mais fácil o gerenciamento dos motores, mas também os tornaram muito mais eficientes.
Uma versão militar desta série voou pela primeira vez em um Boeing C-17 em 1991, e outra variante civil do Ilyushin Il-96 em 1993.
Uma versão melhorada lançada em 1994, o PW2043, oferece melhor confiança, durabilidade e custo total de manutenção reduzido.
A atual versão utilizada, PW2043, fornece um empuxo de 43,000 lbf (190 kN). O PW2043 provê uma boa eficiência de combustível e capacidade adicional de empuxo em altas altitudes e/ou temperaturas elevadas. Outros motores da mesma série podem ser convertidos para o PW2043 com poucas modificações.
Além do 757, a série PW2000 também motorizam o transportador militar C-17 Globemaster III, em sua versão militar, designado como F117-PW-100. Ele também foi utilizado pelo Ilyushin Il-96.
Em 16 de Outubro de 2008, a NTSB (National Transportation Safety Board - Conselho de Segurança Nacional do Transporte) recomendou que a FAA emitisse urgentemente novos procedimentos de inspeção para aeronaves Boeing 757 utilizando o modelo PW2037. Esta recomendação veio logo após uma investigação iniciada após a falha de um motor em voo em Agosto de 2008, da Delta Air Lines saindo de Las Vegas, Nevada.  A NTSB recomendou também que a FAA ordenasse que os motores PW2037 fossem removidos de serviço para inspeção se tivessem mais que o limite de horas de voo ou ciclos, e ser re-inspecionados em intervalos regulares.  O limite não foi especificado, mas recomendado a ser significativamente menos que o número de horas de voo (10.880 horas) ou ciclos de voo (4.392 ciclos) do motor que falhou em Agosto de 2008.

## Utilizações

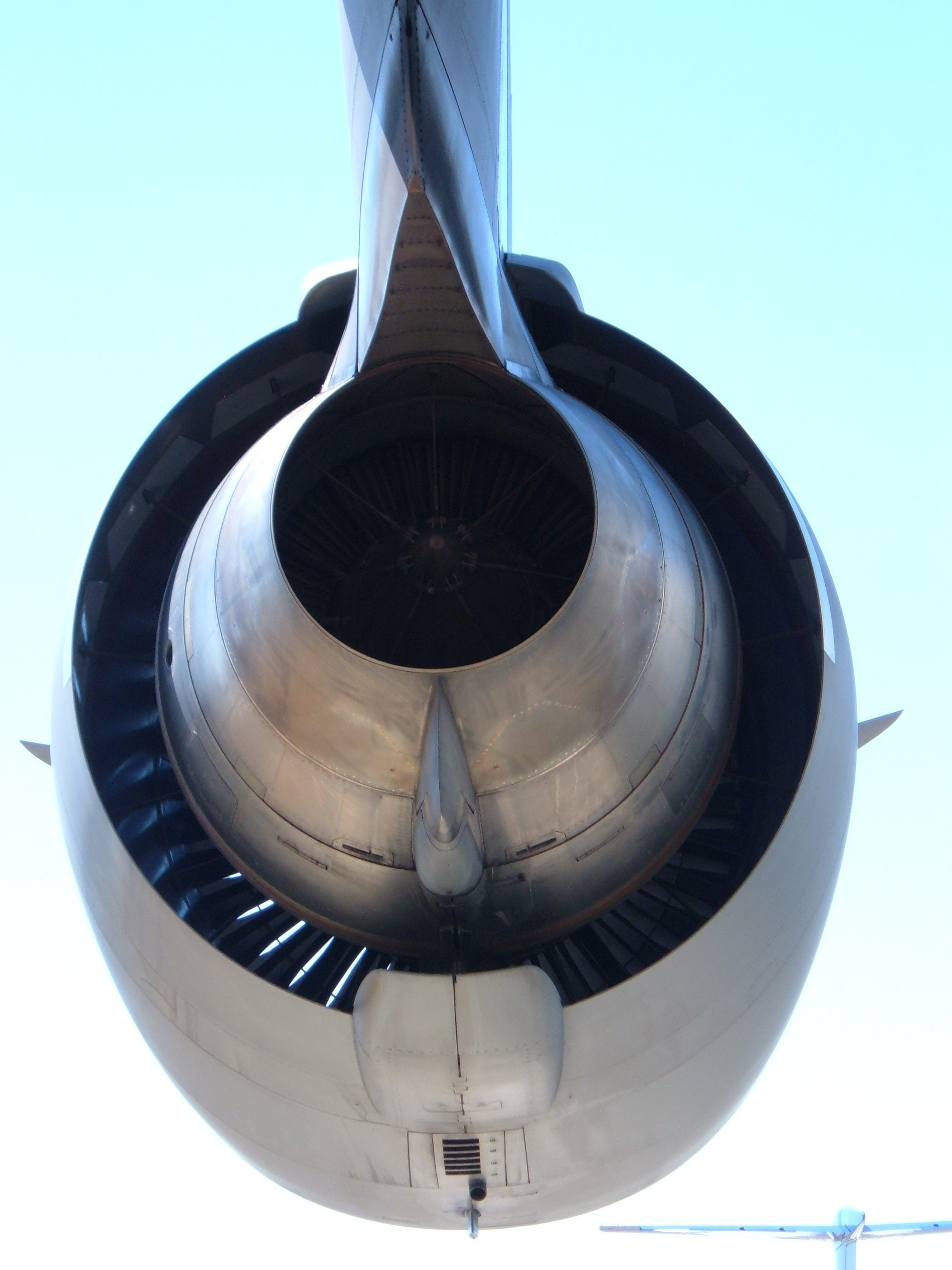
C-17 utilizando a série PW2000

- Boeing 757
  - Boeing C-32
- Ilyushin Il-96
- C-17 Globemaster III

## Especificações
- Tipo: Turbofan
- Comprimento: 141,4 polegadas (3 592 mm)
- Diâmetro: 78,5 polegadas (1 994 mm)
- Compressor: Axial
- Combustão: Anular
- Turbina: 8 estágios, axial
- Tipo do Combustível: Jet-A Aviation
- Empuxo: 38400 a 43734 lbf
- Compressão: 27.6-31.2